# KBSワールド
KBSワールド（ケービーエス・ワールド、英語: KBS World）とは、韓国放送公社が運営するテレビ・ラジオの国際向け放送。

## 概要
- 1953年「自由大韓の声」としてラジオ放送が開始。テレビは2003年にスタート。
- 基本的には韓国発全世界向け同一編成のチャンネルだが、地域や国によって独自編成を取る場合があり、
「ケー・ビー・エスジャパン株式会社」が日本で運営するチャンネルがそのケースに当たる（後述）。

## 主な番組
ラジオに関してはKBSワールドラジオ#主な番組を参照。

### テレビ
日本においてはスカパー!プレミアムサービス・スカパー!プレミアムサービス光と一部のケーブルテレビ局向けに配信されており、日本の視聴者に対応するため、生放送で同時配信されるニュース番組（全番組）や音楽番組（『ミュージックバンク』・『KBS歌謡祭』などのK-POPをメインとしたものが該当。）を除き、日本語字幕スーパーを入れて放送が行われる。また過去に放送されたドラマの傑作選も放送されている。韓国放送公社#日本での視聴方法参照。
音楽番組でも、遅れネットで放送される分には字幕スーパーを付けているため、字幕スーパーが無い生放送版は、「字幕なし版」として区別されている。コマーシャルメッセージの面では、ステーションブレイクでは日本向けに製作された日本語のCMを流しているが、生放送の音楽番組に関しては、KBS 2TVを直接受信する形で対応するため、韓国向けのタイムCMがそのまま流されている。
2018年10月1日、スカパー!（東経110度CS放送）（Ch.317、衛星基幹放送事業者はスカパー・エンターテイメント）でも放送を開始。また、同年10月10日より、「スカパー!基本プラン」・「スカパー!セレクト5」・「スカパー!セレクト10」の構成チャンネルとなった。
2021年10月1日、「KBS World 韓流専門チャンネル」に名称変更。
主な番組
- KBSニュース広場
- KBSニュース12（2015年9月30日終了）
- KBSニュース9
- 歌謡舞台
- 開かれた音楽会
- 全国のど自慢
- VJ特攻隊
- ミュージックバンク
- KBS歌謡祭
- KBS芸能大賞
- KBS演技大賞